# راجر گریمسبی
راجر گریمسبی (انگلیسی: Roger Grimsby؛ ‏ ۲۳ سپتامبر ۱۹۲۸ – ۲۳ ژوئن ۱۹۹۵) روزنامه‌نگار، گوینده اخبار و هنرپیشه اهل ایالات متحده آمریکا بود. در سال ۱۹۶۸، گریمزبی به شبکه WABC-TV در نیویورک دعوت شد، جایی که کار خود را به‌عنوان گوینده اخبار ساعت ۱۱ شب با برنامه‌ای به نام راجر گریمزبی و پرسروصداها در تاریخ ۳ ژوئن ۱۹۶۸ آغاز کرد. دو روز بعد، او به‌طور ناگهانی در کانون توجه ملی قرار گرفت، زیرا گویندگی پوشش خبری ترور رابرت اف. کندی در شبکه ABC را بر عهده گرفت.
از فیلم‌ها یا برنامه‌های تلویزیونی که وی در آن نقش داشته است، می‌توان به  موزها (انقلابی قلابی) اشاره کرد.